# Гликаны
Не следует путать с глюканами.
Гликаны — полисахариды или олигосахариды, полимеры, состоящие из моносахаридных звеньев, соединенных O-гликозидными связями. Например, целлюлоза представляет собой гликан (или, более конкретно, глюкан), состоящий из бета-1,4-связанной D-глюкозы, а хитин представляет собой гликан, состоящий из бета-1,4-связанного N-ацетил-D-глюкозамина.
Гликаны, в состав которых входят одинаковые углеводные звенья (гомополисахариды), называются гомогликанами, если цепь образована различными углеводными звеньями (гетерополисахариды) — гетерогликанами.
Названия гомогликанов образуются заменой суффикса -оза моносахарида, входящего в его состав, на суффикс -ан, например, глюканы (целлюлоза, крахмал), фруктаны (инулин), маннаны, арабинаны и т. п.. Гликаны могут быть как линейными, так и разветвленными.
Термин «гликан» часто используется для обозначения углеводной части гликоконъюгатов — соединений, в которых гликан ковалентно связан с белковой цепью (гликопротеины или протеогликаны) либо с липидным остатком (гликолипиды).